# Krstač
Le Krstač (se prononce "Krstache") est une vieille variété de raisin blanc originaire du Monténégro.

## Histoire et origine
Le Krstač est un ancien cépage autochtone du Monténégro, issu probablement de la région de Podgorica. Au XXe siècle, son utilisation s'est répandue dans le reste de la partie occidentale des Balkans.
Le Krstač serait un cépage issu du Zinfandel.

## Viticulture
Le Krstač aime les climats chauds et secs.

## Vinification
Ce cépage produit un vin blanc sec au potentiel alcoolique normal bien qu'il prospère sous des climats assez chauds et secs. La couleur du vin est jaune-or pâle, avec des reflets verts.

## Région de production
Originaire du Monténégro, le Krstač est principalement planté dans son pays d'origine, où il constitue le cépage blanc le plus répandu. Il est planté, également, dans le sud et le sud-ouest de la Serbie.